# Cantón de Availles-Limouzine
El cantón de Availles-Limouzine era una división administrativa francesa, que estaba situada en el departamento de Vienne y la región de Poitou-Charentes.

## Composición
El cantón estaba formado por cuatro comunas:
- Availles-Limouzine
- Mauprévoir
- Pressac
- Saint-Martin-l'Ars

## Supresión del cantón de Availles-Limouzine
En aplicación del Decreto n.º 2014-264 de 27 de febrero de 2014, el cantón de Availles-Limouzine fue suprimido el 22 de marzo de 2015 y sus 4 comunas pasaron a formar parte del nuevo cantón de Civray.